# María Antonia Trujillo
María Antonia Trujillo Rincón (ur. 18 grudnia 1960 w Peraleda del Zaucejo) – hiszpańska polityk, prawniczka i nauczyciel akademicki, parlamentarzystka, w latach 2004–2007 minister mieszkalnictwa.

## Życiorys
Kształciła się na Universidad de Extremadura, gdzie w 1985 ukończyła studia prawnicze, a w 1991 doktoryzowała się na podstawie pracy z zakresu prawa konstytucyjnego. Zawodowo związana z macierzystą uczelnią, od 1993 na stanowisku profesora prawa konstytucyjnego. W 1996 została powołana w skład rady ekonomiczno-społecznej Estremadury. Zaangażowała się w działalność polityczną w ramach Hiszpańskiej Socjalistycznej Partii Robotniczej (PSOE). W latach 2000–2004 wchodziła w skład rządu regionalnego Estremadury kierowanego przez Juana Carlosa Rodrígueza Ibarrę.
Od kwietnia 2004 do lipca 2007 sprawowała urząd ministra mieszkalnictwa w gabinecie José Luisa Rodrígueza Zapatero. W latach 2008–2007 sprawowała mandat posłanki do Kongresu Deputowanych IX kadencji. Powróciła następnie do pracy naukowej na swojej uczelni.